# Сунъюань
Сунъюа́нь (кит. упр. 松原, пиньинь Sōngyuán, буквально: «исток Сунгари») — городской округ в провинции Гирин КНР.

## История
В древности на этих землях располагалось государство Пуё.
В начале эпохи Цин здесь располагалась ставка фудутуна Бодина (伯都讷), подчинённого цзянцзюню Нингуты — один из 7 важнейших опорных пунктов снаружи от Ивового палисада. В 1682 году была построена почтовая станция Бодин, находящаяся на важном маршруте, соединяющим нингутаского цзянцзюня с Цицикаром. В 1693 году в 20 ли к югу от почтовой станции Бодин, был построен новый городок, получивший название «Новый город Бодина» (伯都讷新城). В 1811 году был учреждён Бодинский комиссариат (伯都讷厅), власти которого разместились в «Новом городе Бодина», а в деревне Юйшутунь был размещён подчинённый ему становой пристав.  После ликвидации в 1906 году структур цзянцзюней и фудутунов и введения системы гражданского управления эти земли оказались в составе провинции Гирин; Бодинский комиссариат был поднят в статусе до Синьчэнской управы (新城府), а вокруг деревни Юйшутунь был образован уезд Юйшу (榆树县), в аппарат которого был преобразован аппарат пристава.
После Синьхайской революции в Китае была произведена реформа системы административного деления, в ходе которой были ликвидированы управы, и в 1913 году Синьчэнская управа была преобразована в уезд Синьчэн (新城县). Так как выяснилось, что в провинциях Хэбэй и Шаньдун уже есть уезды с точно таким же названием, в 1914 году уезд Синьчэн был переименован в уезд Фуюй (扶余县).
В 1956 году был образован Специальный район Гунчжулин (公主岭专区), и эти земли вошли в его состав. В 1958 году они были переданы в состав Специального района Байчэн (白城专区). В 1987 году уезд Фуюй был повышен в статусе до городского уезда.
В 1992 году постановлением Госсовета КНР был образован городской округ Сунъюань; при этом городской уезд Фуюй был ликвидирован, а его территория стала районом Фуюй (扶余区) городского округа Сунъюань. В 1995 году постановлением Госсовета КНР из части района Фуюй был вновь создан уезд Фуюй, а оставшаяся часть района Фуюй стала районом Нинцзян.
24 января 2013 года уезд Фуюй решением Госсовета КНР был преобразован в городской уезд.

## Административно-территориальное деление
Городской округ Сунъюань делится на 1 район, 1 городской уезд, 2 уезда, 1 автономный уезд:
| Карта | Карта                                   | Карта                                   | Карта                  | Карта                              | Карта                   | Карта         | Карта                      |
| ----- | --------------------------------------- | --------------------------------------- | ---------------------- | ---------------------------------- | ----------------------- | ------------- | -------------------------- |
|       |                                         |                                         |                        |                                    |                         |               |                            |
| #     | Статус                                  | Название                                | Иероглифы              | Пиньинь                            | Население (2003, прим.) | Площадь (км²) | Плотность населения (/км²) |
| 1     | Район                                   | Нинцзян                                 | 宁江区                 | Níngjiāng qū                       | 520 000                 | 1269          | 410                        |
| 2     | Городской уезд                          | Фуюй                                    | 扶余市                 | Fúyú shì                           | 770 000                 | 4464          | 172                        |
| 3     | Уезд                                    | Чанлин                                  | 长岭县                 | Chánglǐng xiàn                     | 640 000                 | 5787          | 111                        |
| 4     | Уезд                                    | Цяньань                                 | 乾安县                 | Qián'ān xiàn                       | 300 000                 | 3522          | 85                         |
| 5     | Цянь-Горлос-Монгольский автономный уезд | Цянь-Горлос-Монгольский автономный уезд | 前郭尔罗斯蒙古族自治县 | Qiánguō'ěrluósī měnggǔzú zìzhìxiàn | 580 000                 | 5117          | 113                        |

## Экономика
В городе расположен завод CRRC Group по производству оборудования для возобновляемых источников энергии (в том числе ветроэнергетических установок).